# Provinz Grau
Die Provinz Grau ist eine von sieben Provinzen der Verwaltungsregion Apurímac in Süd-Peru. Die Provinz erstreckt sich über ein Areal von 2175 km². Die Bevölkerungsentwicklung ist rückläufig. Beim Zensus 2017 wurden in der Provinz Grau 21.242 Einwohner gezählt. 1993 und 2007 betrug die Einwohnerzahl 26.678 bzw. 25.090. Provinzhauptstadt ist Chuquibambilla. Die Provinz wurde nach Rafael Grau Cavero (1876–1917), Politiker und Sohn des peruanischen Admirals und Nationalhelden Miguel Grau Seminario, benannt.

## Geographische Lage
Die Provinz Grau erstreckt sich über das Anden-Hochland südlich des vergletscherten Gebirgszugs der Cordillera Vilcabamba. Der Mittellauf des Río Vilcabamba durchfließt die Provinz in nordnordöstlicher Richtung.
Die Provinz Grau grenzt im Nordwesten an die Provinz Abancay, im Osten an die Provinz Cotabambas sowie im Süden an die Provinz Antabamba.

## Gliederung
Die Provinz Grau ist in 14 Distrikte gegliedert. Der Distrikt Chuquibambilla ist Sitz der Provinzverwaltung.
| Distrikt         | Verwaltungssitz     |
| ---------------- | ------------------- |
| Chuquibambilla   | Chuquibambilla      |
| Curasco          | Curasco             |
| Curpahuasi       | Curpahuasi          |
| Huayllati        | Huayllati           |
| Mamara           | Mamara              |
| Mariscal Gamarra | Palpacachi          |
| Micaela Bastidas | Ayrihuanca          |
| Pataypampa       | Pataypampa          |
| Progreso         | Progreso            |
| San Antonio      | San Antonio         |
| Santa Rosa       | Santa Rosa          |
| Turpay           | Turpay              |
| Vilcabamba       | Vilcabamba          |
| Virundo          | San Juan de Virundo |